# Pierre Vertadier
Pierre Vertadier, né le 29 mai 1912 à Poitiers (Vienne) et mort le 30 avril 1995 dans la même ville, est un homme politique français.

## Fonctions
- Secrétaire d'État auprès du ministre de l'Intérieur du gouvernement Pierre Messmer (2) (du 5 avril 1973 au 1er mars 1974)
- Député UDR de la Vienne (1967-1973)
- Conseiller régional de Poitou-Charentes
- Conseiller général de la Vienne
- Maire de Poitiers (1965-1977)